# Tanne (Harz)
Tanne im Harz ist ein Ortsteil der Stadt Oberharz am Brocken und ein staatlich anerkannter Erholungsort im Landkreis Harz in Sachsen-Anhalt.

## Geographische Lage
Tanne liegt im Naturpark Harz/Sachsen-Anhalt im Tal der Warmen Bode im Mittelharz. Durch den Ort führt die Bundesstraße 242, von der die Landstraßen nach Benneckenstein in südliche Richtung sowie nach Königshütte in östliche Richtung abzweigen. Südlich des Ortes erstreckt sich die Lange.

## Geologie
Gesteine des Erdaltertums prägen das Gebiet um Tanne. Die sogenannte Tanner Zone wurde nach Tanne benannt. Sie besteht hauptsächlich aus Tanner Grauwacke und Plattenschiefer. Nördlich und südlich der Tanner Zone treten Umlagerungssedimente älterer Gesteine zu Tage. So befinden sich in diesen Gebieten u. a. Tonschiefer des Mitteldevons, Diabase und quarzitische Gesteine des Unterdevons sowie obermitteldevonische Bunt- und Brandschiefer. Hierbei ist der Elbingeröder Komplex wegen seiner oberdevonischen und mitteldevonischen Kalkgesteine noch heute von besonderer wirtschaftlicher Bedeutung. Südlich der Tanner Zone schließt sich die von Silurgesteinen und Quarziten geprägte Harzgeröder Zone an.

## Geschichte
Auf dem Gebiet des heutigen Ortes Tanne lässt sich die Eisen- und Kupferverhüttung bis ins frühe 13. Jahrhundert zurückverfolgen. Die älteste Hütte war die Kupferhütte am Silberkulk unweit des über den Harz führenden Thüringer Weges und der Thüringer Furt an der Warmen Bode. Sie wurde erstmals 1226 als am silverkolch urkundlich erwähnt. Diese Hütte taucht im Güterverzeichnis der Grafschaft Regenstein 1262 erneut auf, diesmal als casam, que in vulgari appelatur sylverkolch (= „Hütte, die der Volksmund Silberkulk nennt“). Im Jahre 1504 wurde diese Hütte in eine Sägemühle umgewandelt; kurze Zeit später brannte sie ab.
Die erst im Jahre 1355 erwähnte, eigentliche Tanner Hütte war eine der ältesten Eisenhütten des Harzes. Belegt ist, dass am 8. November 1355 die Grafen Bernhard d. Ä. und Bernhard d. J. von Regenstein bekundeten, gewillt zu sein, die Hälfte der Jagd- und Forstgerechtigkeit auf dem Harz, de Langelge und de hutten unde tollen tor Dannen (= „die Hütte und der Zoll zur Tanne“) für eine Zahlung von 200 Brandenburger Mark pfandweise vom Bischof Albrecht II. von Halberstadt (1325 bis 1358) für 20 Jahre zu übernehmen. Dies ist die urkundliche Ersterwähnung des heutigen Ortes Tanne. Durch einen Vergleich mit den Regensteinern gelangten die Langelge, die Hütte und der Zoll zu Tanne am 13. Juni 1427 im Tausch gegen das an Anhalt verpfändete regensteinische Schloss Neinstedt wieder in den Besitz des Bischofs von Halberstadt. Der Vertrag von 1427 wurde einige Zeit später dahingehend geändert, dass Tanne vollständig in den Besitz der Herzöge von Braunschweig-Lüneburg gelangte und der Halberstädter Bischof eine finanzielle und territoriale Entschädigung erhielt. 1494 wurde Graf Ulrich II. von Regenstein durch den Herzog von Braunschweig mit der Hütte und dem Zoll zu Tanne sowie dem Holzrecht auf der Lange belehnt. 1515 wurde der Lehnsvertrag von den Regensteiner Grafen erneuert. Bis 1599 blieb die Hütte im Besitz der Grafen von Blankenburg und Regenstein. Als das Geschlecht der Regensteiner 1599 erlosch, fiel das Lehen an deren Lehnsherrn, den Herzog von Braunschweig, zurück. Zu den Zeiten des Fürstentums Blankenburg kam es zum Prozess der 4 Oberfaktoren, in dessen Verlauf der Oberfaktor und Hüttenpächter Christian Walther (1680–1728) zu Tode kam.
Tanne lag bis 1945 im Land Braunschweig und gehörte zum Landkreis Blankenburg. 1950 wurde der Ort dem Landkreis Wernigerode zugeordnet und liegt seit dem 1. Juli 2007 im neu geschaffenen Landkreis Harz, der aus dem Zusammenschluss der Kreise Wernigerode, Quedlinburg und Halberstadt in Sachsen-Anhalt hervorgegangen ist.
1965/66 stellte die Tanner Hütte ihren Betrieb ein, die Produktion des Hüttenwerkes wurde nach Königshütte verlagert.
Am 1. Januar 2010 schloss sich die Gemeinde Tanne mit den Gemeinden Sorge, Stiege und Elend sowie den Städten Elbingerode (Harz), Hasselfelde und Benneckenstein (Harz) zur Stadt Oberharz am Brocken zusammen.

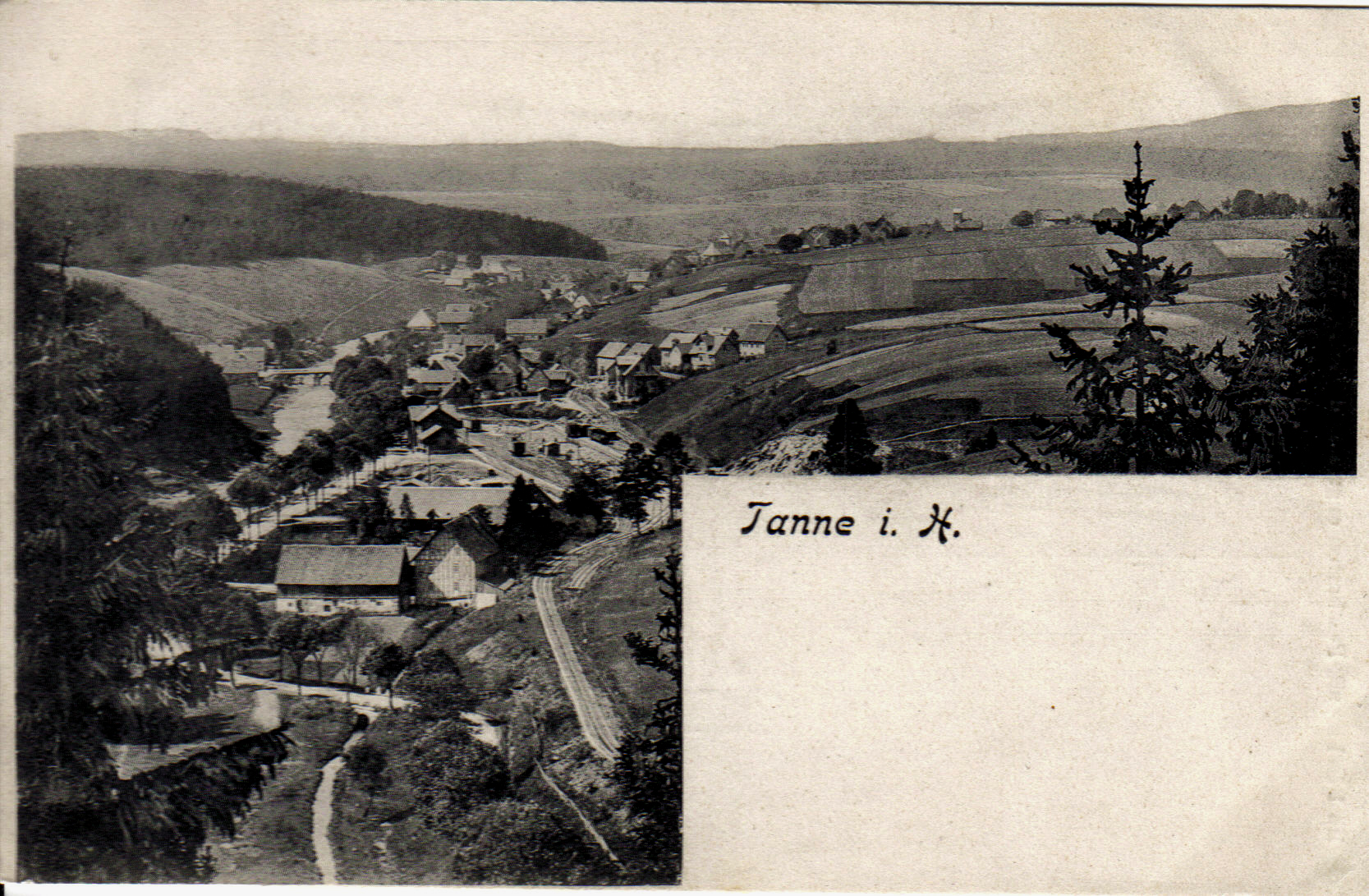
Blick auf Tanne von einem Aussichtspunkt am Kapitelsberg (1904)
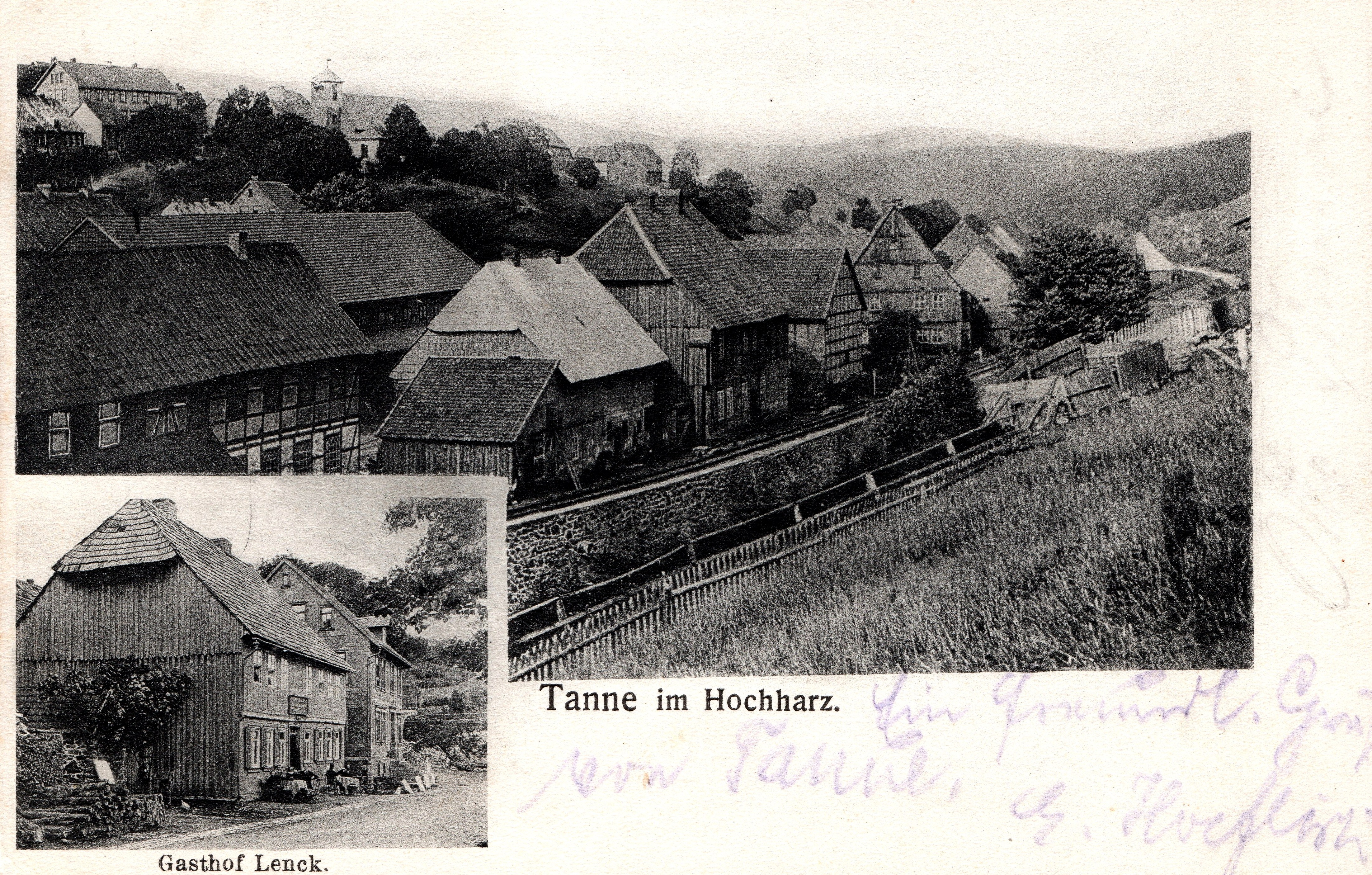
Tanner Hütte und Gasthaus Lenck um 1900
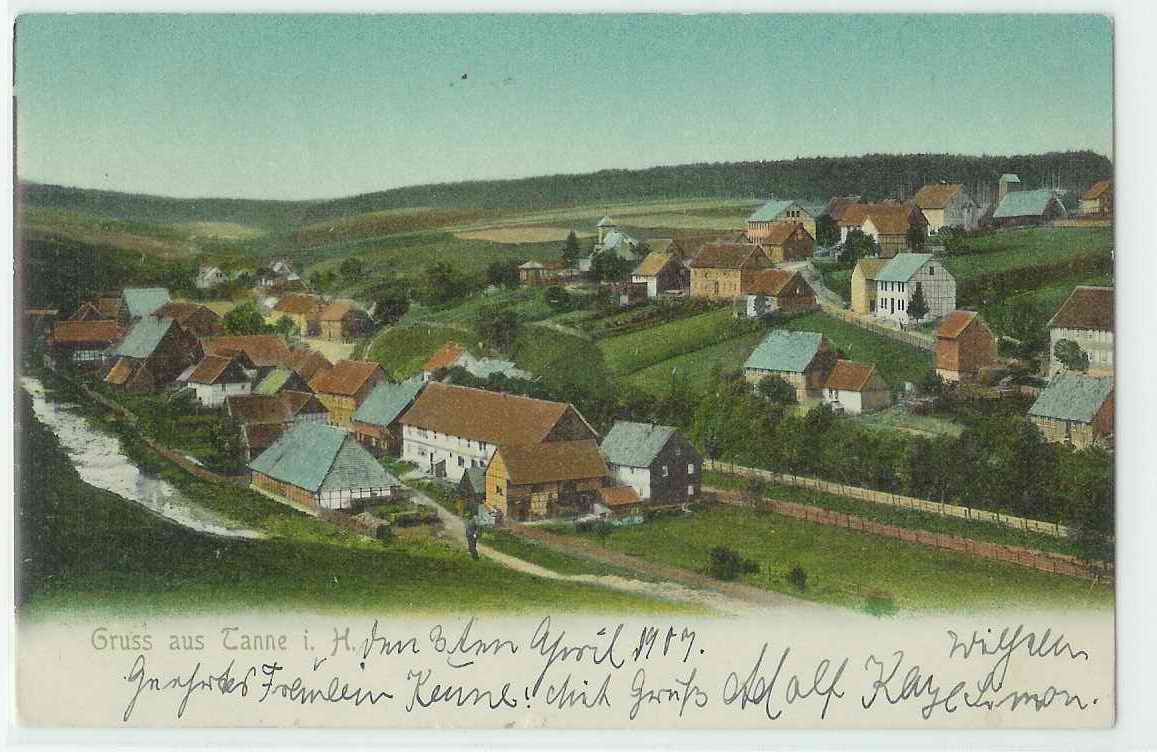
Tanne um 1900

## Politik

### Bürgermeister
Bürgermeister der ehemaligen Gemeinde Tanne ab 1900
- bis 1922 Heinrich Schmidt
- 1922–1923 Karl Buchholz
- 1923–1925 August Kohlrusch
- 1925–1930 Rudolf Wagenschwanz
- 1930–1933 Wilhelm Schubert
- 1933–1934 Oswald Schubert
- 1934–1942 Armin Bieber
- 1942–1945 Fritz Schmalz
- April – Juni 1945 Hermann Greese
- 1945–1952 Karl Herfurth
- 1952–1954 Sigrid Zottmann
- 1954–1956 Ilse Ziesenhenne
- 1956–1990 Friedrich Simon
- 1990–1994 André Großheim
- 1994–1995 Gunter Bahlmann
- 1995–2010 Frank Damsch (letzter Bürgermeister der Gemeinde Tanne)

Ortsbürgermeister von Tanne
- 2010–2011 Frank Damsch
- 2011–2019 Holger Gropp
- seit 2019 Christian Resow

### Wappen
Blasonierung: „In Silber auf grünem Dreiberg drei grüne Tannen.“
Das Wappen nimmt Bezug auf den Ortsnamen und die uralten Fichten, die einst in der Umgebung des Ortes standen. Es wurde 1996 vom Kommunalheraldiker Jörg Mantzsch gestaltet.

## Verkehr

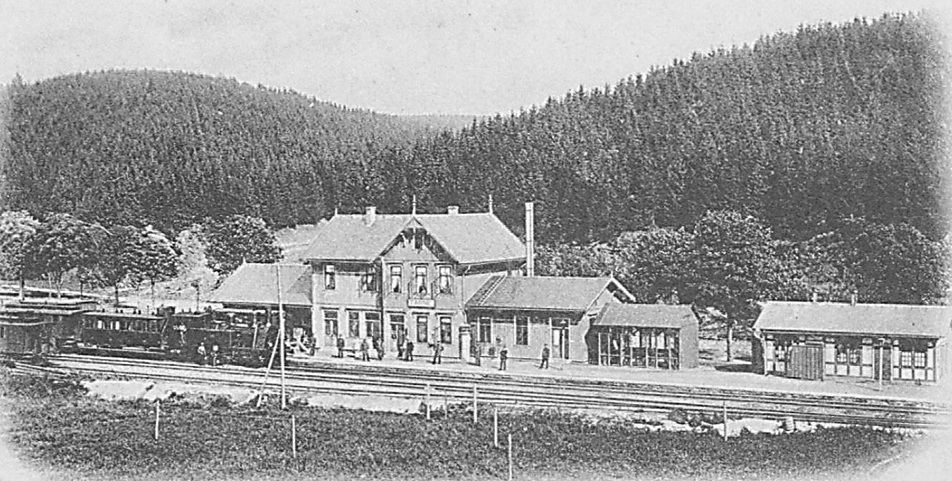
Bahnhof Tanne um 1890

Tanne wurde früher von drei Bahnlinien berührt und hatte dadurch die denkbar besten Bahnverbindungen. Auf dem Bahnhof Tanne endete die Harz-Zahnradbahn Blankenburg (Harz)–Tanne, welche am 15. Oktober 1886 eröffnet wurde. Die Strecke war ein Teil des Bahnnetzes der Halberstadt-Blankenburger Eisenbahn. Bis 1965 gab es Personenverkehr, der Güterverkehr endete am 1. Januar 1969 und die Gleise wurden bis 1974 abgebaut.
Am 23. August 1899 erhielt Tanne schließlich Anschluss an die Schmalspurbahn Walkenried–Braunlage/Tanne. Der Betrieb auf der Zweigstrecke Brunnenbachsmühle–Tanne war nach 1945 durch die Zonengrenze unterbrochen. Den Restgüterverkehr zwischen Sorge und der Tanner Hütte gab es noch bis 1958, anschließend wurden die Gleise abgebaut. Nur 2 km von Tanne entfernt, beim Bahnhof Sorge, traf die Südharzbahn auf die Harzquerbahn der Nordhausen-Wernigeroder Eisenbahn-Gesellschaft. Dadurch bestanden gute Verbindungen nach Braunlage, Walkenried, Nordhausen und Wernigerode.
Die Gemeinde Tanne war seit 1993 Gesellschafter der Harzer Schmalspurbahnen GmbH, die Schmalspurbahn führt über das Gebiet des Ortes Tanne (am ehemaligen Bahnhof Sorge). Der Ort selbst besitzt aber keinen Bahnhof. Dafür halten im Ortskern Busse der Harzer Verkehrsbetriebe.

## Namensherkunft
Als Erklärung für den Ortsnamen Tanne wurden verschiedene Möglichkeiten in Erwägung gezogen. Eine Möglichkeit ist, dass der Name Tanne vom mittelhochdeutschen Tann (= Fichtenwald) abgeleitet ist. Der Harz war im 13. und 14. Jahrhundert durchweg von Laubmischwäldern überzogen. Wahrscheinlich gab es schon früher im Gebiet von Tanne einen ausgeprägten Fichtenwald, welcher damals als Besonderheit galt. Der Ort kann aber auch nach einem einzelstehenden, markanten Exemplar einer Fichte (im Harz volkskundlich auch Rottanne genannt) benannt worden sein, in deren Nähe die Hütte im 14. Jahrhundert angelegt worden ist.
Namensformen von Tanne:
- 1355 tor Dannen
- 1427 to der Danne
- 1494 to dem Danne
- 1515 zum Thann
- 1553 zum Thanne
- 1640 zu Danna
- seit 1700 Tanne

## Einwohnerentwicklung
| Jahr      | 1536 | 1663 | 1780 | 1800 | 1860 | 1900 | 1935 | 1948 | 1950 | 1970 | 1990 | 2000 | 2010 | 2024 |
| --------- | ---- | ---- | ---- | ---- | ---- | ---- | ---- | ---- | ---- | ---- | ---- | ---- | ---- | ---- |
| Einwohner | 36   | 72   | 418  | 521  | 965  | 891  | 867  | 1510 | 1225 | 925  | 806  | 756  | 607  | 445  |

## Tourismus

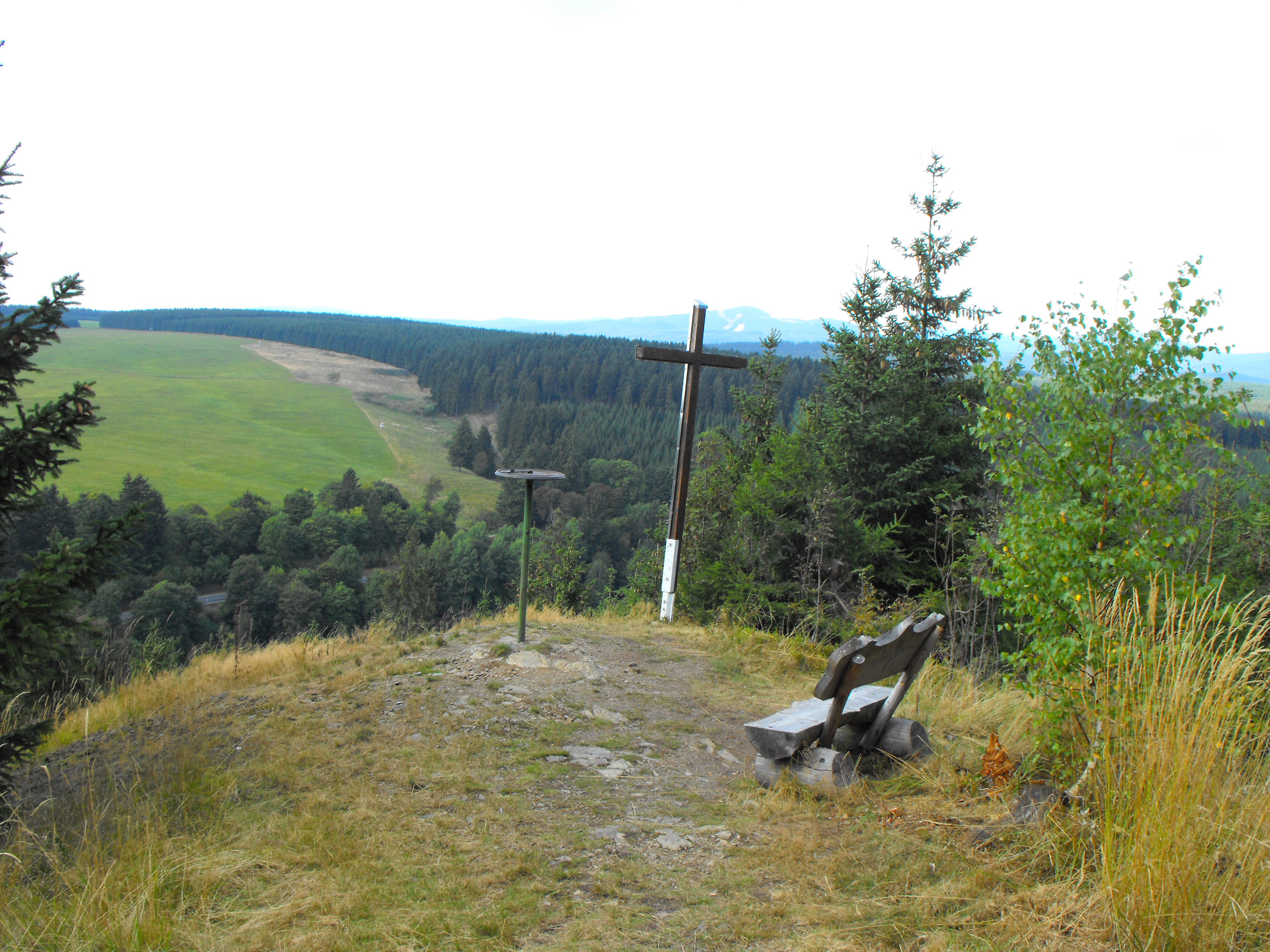
Aussichtspunkt (ca.) am Kapitelsberg

Die Geschichte von Tanne als Kur- und Erholungsort reicht bis in die Zeit vor 1900 zurück. Nach der Eröffnung der Bahnlinie Tanne–Blankenburg 1886 kamen die ersten Sommerfrischler in den Ort und es entstanden die ersten Übernachtungsmöglichkeiten. Die Gründung des Harzklub-Zweigvereins Tanne im Jahre 1891 führte zur touristischen Erschließung des Gebietes mit ausgeschilderten Wanderwegen, Ruhebänken, Schutzhütten und Aussichtspunkten.
Bereits 1894 wurde Tanne als Sommerfrische für Erholungsbedürftige bezeichnet. 1906 ging eine Gebirgsquellwasserleitung in Betrieb und ab 1911 stand elektrisches Licht für den ganzen Ort zur Verfügung. Beides waren wichtige Voraussetzungen für die weitere touristische Entwicklung. 1912 erfolgte der Bau des großen Kurhauses (heute Hotel Tannenpark), gleichzeitig erhielt Tanne 1913 den Titel Luftkurort zuerkannt. Nach dem Ersten Weltkrieg entwickelte sich der Tourismus entscheidend, es entstanden mehrere Hotels und Pensionen. 1925 wurde unter Bürgermeister Rudolf Wagenschwanz eine Kurverwaltung gegründet und ein Kurbetrieb aufgebaut. Außerdem erhob man erstmals eine Kurtaxe. Seit 1926 führte der Ort den Titel Klimatischer Höhen-Luftkurort und Wintersportplatz. Durch den Bau eines modernen Freibades (erbaut 1928/29, 1960 geschlossen), einer Rodelbahn (Länge 1.200 m, genutzt bis 1960) und einer Skischanze (erbaut 1926, Sprungweite bis 45 m, bis 1940 in Betrieb) wurde der Tourismus weiter ausgebaut. Im Jahr 1938 standen fast 800 Gästebetten zur Verfügung, im selben Jahr kamen schon 7.500 Gäste in den Ort.
Nach einer kriegsbedingten Unterbrechung setzte der Fremdenverkehr ab 1950 erneut ein. Von 1952 bis 1972 lag Tanne im 5-km-Sperrgebiet der innerdeutschen Grenze und konnte nur noch mit Passierschein besucht werden. Der Tourismus unterlag in dieser Zeit einer strikten Reglementierung. Für die Feriengäste des Ortes wurde ab 1960/61 ein 2 ha großer Kurpark angelegt. Etwa 5.000 FDGB-Urlauber wurden in dieser Zeit jährlich gezählt. 1989 war mit 65.000 Übernachtungen ein Rekordjahr. Nach der Wiedervereinigung sanken die Übernachtungszahlen zunächst stark ab, seit 2002 werden wieder über 30.000 Übernachtungen erreicht. Bis 1996 durfte sich der Ort als „Höhenluftkurort“ bezeichnen.
Aus Geldmangel konnte der Titel Luftkurort im Rahmen einer staatlichen Anerkennung nicht erworben werden. Im Jahr 2000 wurde Tanne ein staatlich anerkannter Erholungsort, längerfristig wird wieder der Rang als Luftkurort angestrebt. Seit dem Jahr 2010 verzeichnet der Ort durchschnittlich 50.000 Übernachtungen pro Jahr und beherbergt jährlich über 20.000 Gäste.

### Sehenswürdigkeiten
- Barocke Dorfkirche (erbaut 1693–98) mit Kanzelaltar und Flügelaltar aus dem 16. Jahrhundert
- Heimatstube im Bürgerhaus (ehemaliges Backhaus von 1720, Außengelände mit Wasserrädern der ehemaligen Tanner Hütte)
- Schaubauernhof (Harzer Rotes Höhenvieh)
- Hirtendenkmal
- Gießerdenkmal (2009 in Erinnerung an die Tanner Hütte, aus Thüster Kalkstein errichtet)
- Herzoglinde (1913 als Erinnerung an die Thronbesteigung des Herzogs Ernst August III. von Braunschweig gepflanzt)
- Kurpark mit Festplatz und Grillhütte
- Harzer Höhenvieh-Pfad (Rundwanderweg) mit 7 Stationen, Länge 7,5 km
- Natur- und Forstlehrpfad
- Kapitelsberg (535,7 m ü. NHN): Aussichtspunkt (528 m ü. NHN) auf seiner Westflanke; mit vom Altbürgermeister Fritz Simon errichteten Bergkreuz und vom Harzklub aufgestellter gusseiserner Richtungsuhr (Orientierungstafel)

### Veranstaltungen
- Tanner Skifasching, findet seit 1976 an einem Wochenende im Januar oder Februar (je nach Schneelage) auf dem Skihang statt.
- Kuhball, das Fest, mit Viehaustrieb, rund um das Harzer Rote Höhenvieh (Rinderrasse) wird immer am Sonntag vor Christi Himmelfahrt veranstaltet.
- Tanner Volleyballturnier (im Juni)
- Fackelwanderungen (im Dezember)
- Tanner Waldweihnacht (am 24. Dezember), findet seit 1961 auf einer Waldlichtung statt.

### Vereine/Vereinigungen
- Freiwillige Feuerwehr Tanne (1874)
- Sportverein „Harzfalke“ Tanne e. V. (1924/1990)
- Schützengesellschaft „Freischießen“ von 1815 e. V. (1815/1993)
- Kirchengemeinde Tanne
- Tanner Friday Singers (2012, gemischter Chor)
- Harzklub-Zweigverein Tanne e. V. (1891/1989)

### Wintersport
Tanne ist einer der „Geburtsorte“ des Harzer Wintersports. Die Wintersporttradition reicht in Tanne bis in das späte 19. Jahrhundert zurück. In den 1880er Jahren war es in den Herzoglich-Braunschweigischen Forsten zu verstärktem Windbruch gekommen. Zu dieser Zeit war in Tanne der Förster Robert Hintze beschäftigt. Förster Hintze ließ sich um 1880 ein Paar der neu entwickelten „Telemark-Ski“ aus Norwegen schicken. Die Skier sollten für die Kontrolle der Waldarbeiten und für die tägliche Revierkontrolle genutzt werden. Für beide Aufgaben erwiesen sie sich als perfekt geeignet. Dies waren mit die ersten Skier die im Harz auftauchten. 1887 fand der Vater des Ski-Sports, der Oberförster Ulrichs aus Braunlage diese Skier in einem tanner Gasthaus wieder und ließ davon genau Maß nehmen. Nach dem Maß dieser Skier wurden später alle weiteren Modelle hergestellt. 1892 erfolgte schließlich in Braunlage die Gründung des ersten Wintersportvereins Deutschlands, damit war die Grundlage für die Erschließung des Gebirges für den Wintersport geschaffen.
Der in Tanne 1891 gegründete "Turnverein Jahn" nahm ab 1903 auch das "Schneeschuhlaufen" in sein Sportprogramm auf. 1925 wurde in Tanne schließlich ein "Wintersport-Klub" gegründet. Bereits 1926 gingen die große "Kapitelsberg-Sprungschanze" und auch eine Rodelbahn in Betrieb. 1928 erbaute man noch eine Kindersprungschanze (Sprungweite bis 25 m). Jährlich gab die Kurverwaltung ein Wintersportprogramm heraus. Dieses Programm umfasste drei bis vier Wintersportwochen von Dezember bis Februar. Zu den Höhepunkten gehörten: Skispringen auf der großen Schanze für Sportler und Kurgäste, Kostümrodeln auf der Rodelbahn, sowie Wettbewerbe um den Wanderpokal der Kurverwaltung im Ski-Langlauf und im Eislaufen.
1947 wurde der Wintersportverein unter dem neuen Namen Sportgemeinschaft Harzfalken Tanne neu gegründet. Für den Wintersport entstanden mit der "Friedensschanze" (Sprungweite bis 80 m, erbaut 1950 als größte Skischanze Sachsen-Anhalts, 1964 abgerissen) und der "Harzlandschanze" (Sprungweite bis 50 m, erbaut 1956/58, 1964 abgerissen) zwei neue Sprungschanzen. In dieser Zeit bezeichnete man Tanne in Wintersportkreisen, auch auf Grund der zahlreichen Wintersportveranstaltungen, als "Klein Schierke an der Warmen Bode". Im Winter 1957/58 veranstaltete Tanne ein großes Wintersportfest. Die Wettkämpfe fanden am 23. Februar 1958 statt. Neben unterschiedlich langen Strecken im Ski-Langlauf, wurde auch ein Spezialsprunglauf ausgetragen. Im Januar 1959 war Tanne dann Austragungsort der Nordischen Skimeisterschaften des Bezirkes Magdeburg. Die Wettkämpfe fanden am 17. und 18. Januar 1959 statt und umfassten die Disziplinen: Langlauf, Nordische Kombination und Spezialsprunglauf. Einen schweren Einschnitt in den Wintersport gab es 1962 mit der Anlegung des Schießplatzgeländes für die Grenztruppen der DDR. Das Gelände der beiden Sprungschanzen fiel in den Sicherheitsbereich des Schießplatzes. Die Schanzen wurden gesperrt und 1964 abgerissen.
1974 begannen die Arbeiten für die Anlegung eines Ski-Hanges. 1976 wurde in Zusammenarbeit mit dem Armee-Sport-Klub Halberstadt, den Grenztruppen und der Sowjetarmee eine 350 Meter lange Rennschlittenbahn am Jägerborn gebaut. Tanne war offizielles Trainingszentrum für den Rennrodelsport der Altersklassen AK 6 bis 13. Die Bahn wurde nach 1990 vollständig abgerissen.
Der ehemalige Wintersportverein hat sich 1990 unter dem alten Namen Sportverein Harzfalke Tanne e. V. wiedergegründet. Seit vielen Jahren werden um Tanne, je nach Schneelage, über 30 Kilometer Langlauf-Loipen für den klassischen Stil und Skating gespurt. Neben den Loipen gibt es auch eine Rodelwiese.

## Persönlichkeiten

### Söhne und Töchter des Ortes
- Johann Heinrich Schomburgk (1663–1708), Mediziner und Bürgermeister von Querfurt
- Christian Walther (1680–1728), preußischer Amtmann in Benneckenstein, Oberfaktor und Hüttenpächter, kam im Prozess der 4 Oberfaktoren zu Tode
- Johann Walther (1685–1754), Stiftsherr am Petersbergstift in Goslar
- Johann Heinrich Conrad Querfurth (1747–1817), Kaufmann, Senator und Bürgermeister von Annaberg
- Guido Freiherr von Seckendorff (1829–1896), Leutnant, Kolonist und Mitgründer der Stadt Blumenau in Brasilien
- Johann Carl Kristian Rasehorn (1831-1913), Glasmacher und Glashüttenbesitzer in Parikkala in Finnland
- Heinrich Steffen (1833–1909), Theaterschauspieler, Regisseur und Theaterdirektor.
- Ewald Busse (1843–1937), Schlossermeister, Lokomotivbauer und Maschinenfabrikant
- Ludwig Stephan (1847–1921), Sanitätsrat und Mediziner in Wernigerode und Ilsenburg

### Personen, die mit dem Ort in Verbindung stehen
- Johann Georg von Langen (1699–1776), Forst- und Oberjägermeister. Er wirkte von 1725 bis 1729 und nochmals um 1760 im Forstrevier Tanne. Nach ihm wird ein Teilstück des Naturlehrpfades als „Johann Georg von Langen-Weg“ bezeichnet.
- William von Seckendorff (1799–1863), braunschweigischer Bergmeister und Mineraloge, wohnte von 1825 bis 1842 in Tanne.
- Carl Preen (1824–1889), Hüttendirektor der Tanner Eisenhütte. Er gilt als der Retter des Eisenhüttenwerkes, da unter seiner Führung 1870/71 eine Arbeiter-Produktionsgenossenschaft gegründet wurde, was die Tanner Hütte vor der Schließung bewahrte.
- Georg Stölting (1836–1901), Schul- und Seminardirektor in Wolfenbüttel und Rektor in der Bürgerschule von Calvörde
- Hermann von Frankenberg (1865–1931), Heimatdichter und Hauptvorsitzender des Harzklubs, setzte Tanne in seinem gleichnamigen Gedicht ein literarisches Denkmal. 1929 wurde in Tanne eine Brücke nach ihm benannt, die heute noch existiert.
- Käthe Papke (1872–1951), Autorin und Heimatdichterin, ließ ihre 1924 veröffentlichte Harzgeschichte Der Forstassessor von Tanne in Tanne spielen. In diesem Heimatroman sind zum Teil wahre Begebenheiten aus dem 19. Jahrhundert verarbeitet.

## Sonstiges
In Tanne spielt der am 24. August 2006 erschienene Kinofilm Die Könige der Nutzholzgewinnung von Matthias Keilich mit Bjarne Mädel in der Hauptrolle.
Der Ort ist einer der acht Orte, in denen das seit 2014 als Immaterielles Weltkulturerbe anerkannte Brauchtum des Finkenmanöver im Harz noch gepflegt wird.